# Хайт Юлій Абрамович
Ю́лій (Ілля́) Абра́мович Хайт (* 15 листопада 1897, Київ — † 6 грудня 1966, Москва, Росія) — радянський композитор.

## Біографія
Ілля Абрамович Хайт родився 3 (15) листопада 1897 року в єврейській сім'ї у Києві, у Аврума Іцковича Хайта (з Гостомеля) та Ривки Іцківни Ятвинської.

У 1918—1921 роках навчався на юридичному факультеті Київського університету.
Від 1921 року жив у Москві.
Помер у Москві. Поховано на Введенському кладовищі в Лефортово (23-я дільниця). Поруч поховано дружину Марію Миколаївну Хайт (1900—1976).

## Творчість
Найвідоміша пісня Юлія Хайта — «Авіамарш» (текст Павла Германа). 1933 року «Авіамарш» затверджено офіційним гімном Військово-Повітряних Сил СРСР.
Автор пісень («Зміна», «Наш герб» та ін.), романсів («Коротшими будуть зустрічі», «Ми з тобою не пара», «Я не забуду» та ін.), маршів для духових оркестрів («Червоні моряки», «Червонофлотський марш», «Радянський герой», «Привіт переможцям», «Гвардійські знамена», «Слава героям» та ін.).